# Camp du Ruchard

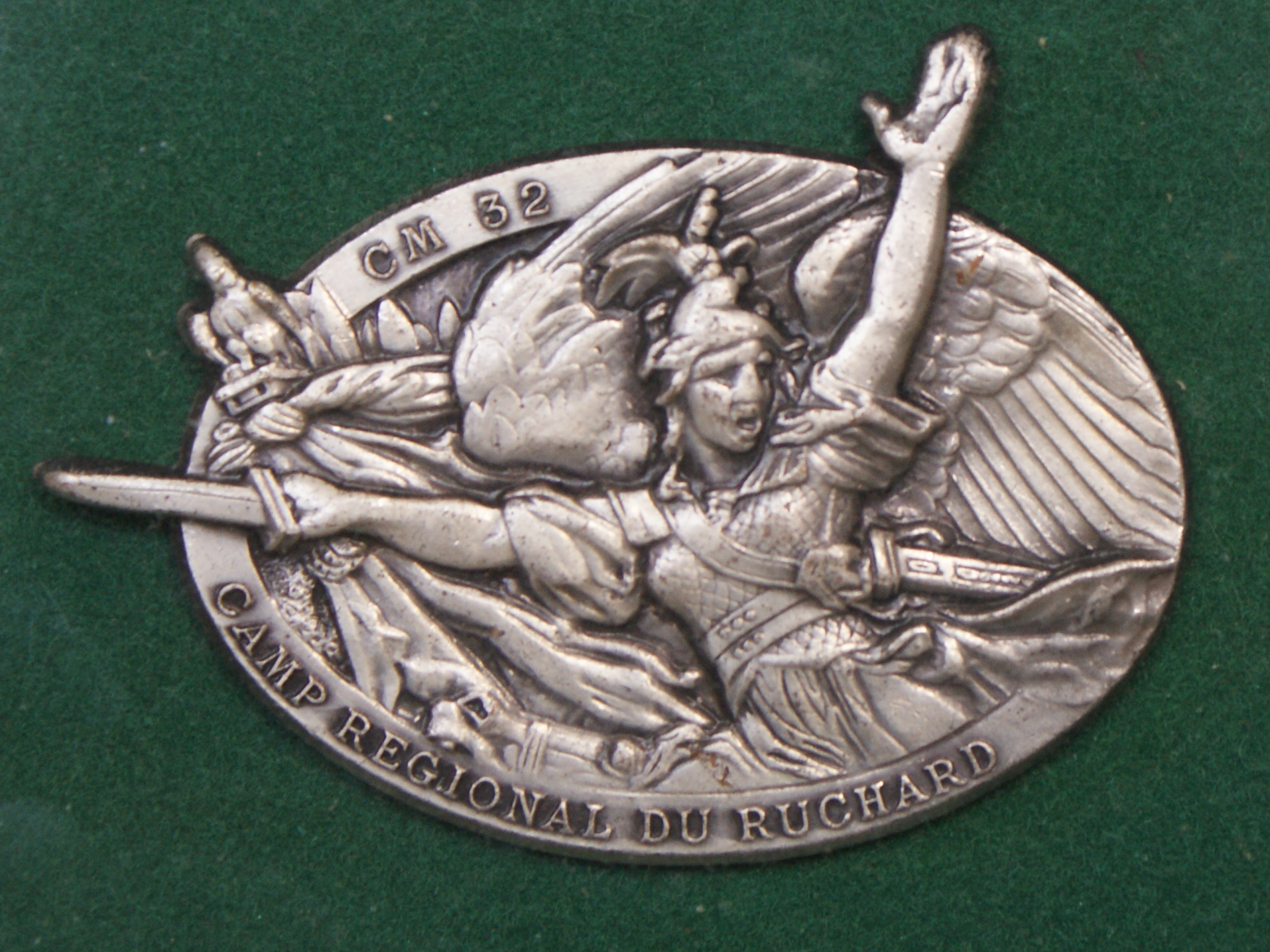
Insigne du Camp du Ruchard - CM 32

Le Camp du Ruchard est un camp militaire situé dans les environs de Villaines-les-Rochers et d'Avon-les-Roches en Indre-et-Loire.

## Histoire

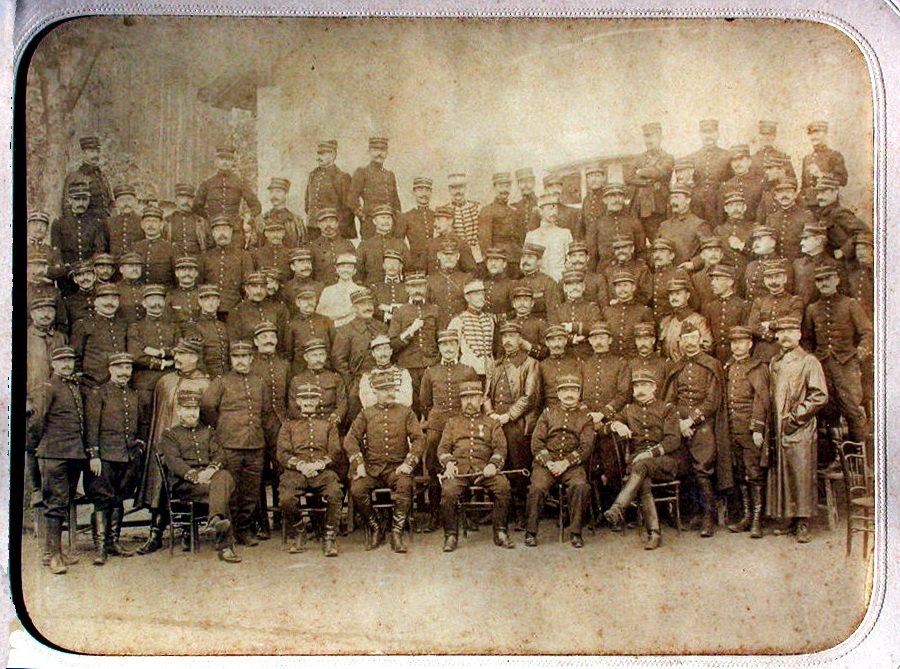
Cours des officiers photographié par Jules David en 1904

Les terrains du camp sont achetés à la commune d'Azay-le-Rideau par l'Armée française le 21 février 1884. Il est le terrain de manœuvre des unités d'infanterie du 9e corps d'armée de 1884 à 1940. Un bureau de poste y fonctionne dans les années 1872 (on y utilisait le cachet d'oblitération gros chiffre de numéro 1824). 

### Pendant la Première Guerre mondiale
Pendant la Première Guerre mondial, le camp du Ruchard sert de centre d'instruction pour l'armée belge (Auxiliaires...) .

### Pendant la Seconde Guerre mondiale
Pendant la Seconde Guerre mondiale, le camp du Ruchard sert de camp d'internement français pour les ressortissants des « puissances ennemies ». En réalité, ce sont surtout les personnes ayant fui le fascisme qui y sont internées, dont beaucoup de Juifs. Si le camp renferme 280 internés en septembre 1939, il en compte plus de 1400 en mai 1940.
Le camp est évacué après la signature de l'armistice de juin 1940. Une division d’infanterie allemande s'y installe et des prisonniers français et alliés, dont des tirailleurs sénégalais et maghrébins, y sont alors internés. C'est aussi en ce lieu que des résistants sont fusillés. Le 16 mai 1942, cinq jeunes communistes de la région et trois résistants d'autres départements sont exécutés. Le 27 octobre 1942, sept membres des Francs-tireurs et partisans y sont également fusillés.

### Après-guerre

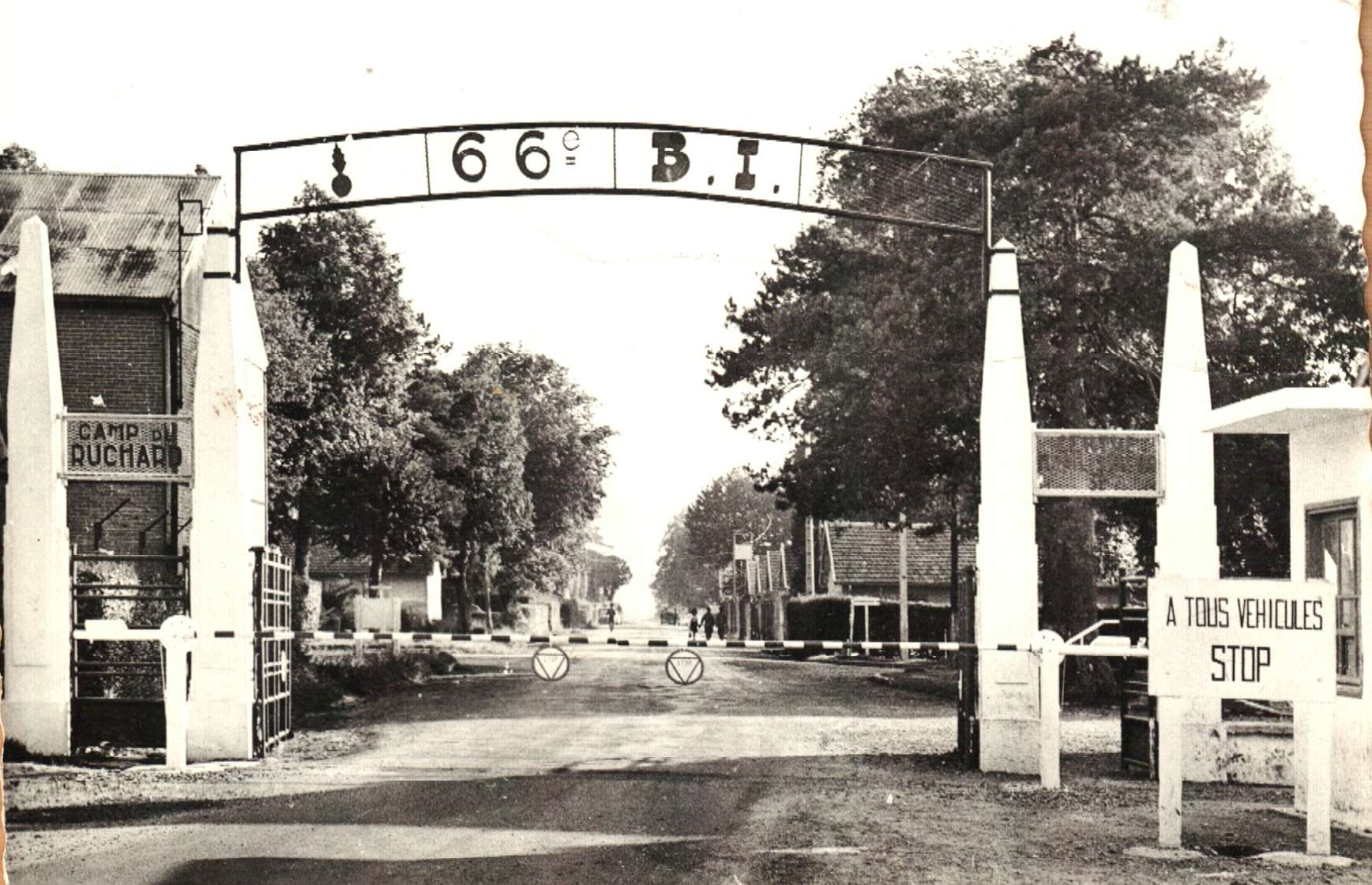
Le d'infanterie au camp du Ruchard en 1963-1966.

En tant que centre mobilisateur (CM 32), il a servi de support et de terrain de manœuvre au 32e régiment d'infanterie (de réserve), puis au 32e régiment de commandement divisionnaire à partir de 1973 et jusqu'à sa dissolution en 1991.
Il a également servi de camp d'entraînement et de champ de tir à l'École d'application du train (Tours). Il a aussi été utilisé par l'École de spécialisation du matériel de l'Armée de terre (Châteauroux-La Martinerie) lors des épreuves pour certains de ses pelotons d'élèves gradés.